# MX vs. ATV Untamed
MX vs ATV Untamed è un videogioco di simulazione di guida per PlayStation 3 e Xbox 360, che tratta di corse di motocross, utilizzando quad o moto.
È un episodio della serie MX vs ATV
Il gioco ideato dalla THQ è stato pubblicato in Europa il 7 marzo 2008.
Si possono affrontare campioni come il grande Chad Reed e giocare a schermo condiviso per aumentare il divertimento.